# Maulana
Maulana (مولانا) är en hederstitel, som tilldelas respekterade muslimska ledare, ofta sådana som studerat fler år på en madrassa (ett slags koranskolor). Det arabiska ordet betyder ordagrant "vår herre" eller "vår mästare". I Iran och Turkiet kan "Maulana" ofta syfta på poeten Jalal al-Din Rumi.
Motsvarigheter på andra språk:
- Maulavi på farsi
- Mevlâna på turkiska
- Mallam på hausa
- Maame på wolof